# نوآ رابرتسون
نوآ رابرتسون (انگلیسی: Noah Robertson؛ زادهٔ ۲۸ ژوئیهٔ ۱۹۸۳) طبل‌زن، و کمدین اهل ایالات متحده آمریکا است.